# Instituto Estadual de Florestas (Minas Gerais)
O Instituto Estadual de Florestas (IEF-MG) é uma autarquia do Governo de Minas Gerais, criada em 5 de janeiro de 1962 pela Lei 2.606 e vinculado à Secretaria de Estado de Meio Ambiente e Desenvolvimento Sustentável (SEMAD) de Minas Gerais. O IEF-MG tem como missão o comprimento da "agenda verde" estipulada pelo Sistema Estadual do Meio Ambiente (SISEMA-MG).

## Unidades de Conservação
É uma atribuição do IEF-MG a identificação, criação e implantação de áreas protegidas na esfera estadual, a realização de pesquisa científica em unidades de conservação requer autorização prévia do IEF-MG, algumas unidade de conservação contam com infraestrutura para visitações. Segundo o Cadastro Nacional de Unidades de Conservação, em abril de 2021, Minas Gerais registra 123 unidades de conservação na esfera estadual:
| Cadastro Nacional de Unidades de Conservação | Cadastro Nacional de Unidades de Conservação |
| Categoria                                    | Registros                                    |
| -------------------------------------------- | -------------------------------------------- |
| Área de proteção ambiental                   | 14                                           |
| Área de relevante interesse ecológico        | 0                                            |
| Estação ecológica                            | 10                                           |
| Floresta estadual                            | 2                                            |
| Monumento natural                            | 13                                           |
| Parque estadual                              | 39                                           |
| Refúgio de vida silvestre                    | 6                                            |
| Reserva biológica                            | 2                                            |
| Reserva de desenvolvimento sustentável       | 1                                            |
| Reserva de fauna                             | 0                                            |
| Reserva extrativista                         | 0                                            |
| Reserva particular do patrimônio natural     | 36                                           |

## Unidades Regionais de Floresta e Biodiversidade
O IEF-MG conta com uma estrutura descentralizada de Unidades Regionais de Floresta e Biodiversidade (URFBio), as unidades prestam serviços de esclarecimento aos moradores e serviços administrativos como Cadastro Ambiental Rural, dentro de cada unidade também há Núcleos de Apoio Regional (NAR) e Agências de Florestas e Biodiversidade (Aflobio) que prestam serviço de auxilio aos moradores locais com dúvidas e serviços administrativos como emissão de taxa florestal, até abril de 2021 a rede de unidades conta com 14 escritórios regionais:
| Nome da URFBio                  | Nome da URFBio | Sede Regional        | Nº de municípios atendidos | Fonte  |
| ------------------------------- | -------------- | -------------------- | -------------------------- | ------ |
| URFBio Alto Médio São Francisco |                | Januária             | 31                         | [ 6 ]  |
| URFBio Alto Paranaíba           |                | Patos de Minas       | 35                         | [ 7 ]  |
| URFBio Centro Norte             |                | Sete Lagoas          | 39                         | [ 8 ]  |
| URFBio Centro Oeste             |                | Divinópolis          | 63                         | [ 9 ]  |
| URFBio Centro Sul               |                | Barbacena            | 60                         | [ 10 ] |
| URFBio Jequitinhonha            |                | Diamantina           | 39                         | [ 11 ] |
| URFBio Mata                     |                | Ubá                  | 133                        | [ 12 ] |
| URFBio Metropolitana            |                | Belo Horizonte       | 29                         | [ 13 ] |
| URFBio Nordeste                 |                | Teófilo Otoni        | 56                         | [ 14 ] |
| URFBio Noroeste                 |                | Unaí                 | 17                         | [ 15 ] |
| URFBio Norte                    |                | Montes Claros        | 54                         | [ 16 ] |
| URFBio Rio Doce                 |                | Governador Valadares | 149                        | [ 17 ] |
| URFBio Sul                      |                | Varginha             | 149                        | [ 18 ] |
| URFBio Triângulo                |                | Uberlândia           | 35                         | [ 19 ] |